# Jazret Sovmen
Jazret Sovmen (en ruso: Хазре́т Меджи́дович Совмен, en adigué: Хьазрэт Шъэумэн; Afipsip, 1 de mayo de 1937) es un político ruso de etnia adigué. Fue el segundo presidente de la república de Adiguesia, sucediendo a Aslán Dzharímov en el puesto. Sovmen es un profesor de universidad en Maikop. Antes de convertirse en presidente, Sovmen tuvo un gran éxito en los negocios (con vínculos con empresarios en Siberia), habiendo empezado como conductor de bulldozer en una mina de oro en Chukotka. Es el fundador de Polyus Gold, la primera empresa minera de oro del país.

## Biografía
Nació en el aul Afipsip del raión de Tajtamukái del Óblast Autónomo Adigués, RSFS de Rusia, Unión Soviética. Hizo su servicio militar en la flota del mar Negro y se graduó en el Instituto de Minería de San Petersburgo. Empezó trabajando en una mina de oro de Chukotka en 1961 y luego en el krai de Krasnoyarsk y el óblast de Magadán. En 1981 se convirtió en director de la mina Polyus.

## Carrera política
Sovmen fue elegido por sufragio directo el 13 de enero de 2002 con el 68% de los votos, suceciendo a Aslán Dzharímov. El 13 de enero de 2007 fue sucedido por Aslán Tjakushinov. Es miembro del partido Rusia Unida.

## Condecoraciones
- Fue galardonado en 1997 por el presidente Boris Yeltsin con la Orden del Servicio a la Patria de 3a clase.
- Orden de Mérito a la Patria de 2ª clase
- Orden de la Insignia de Honor
- Orden de Honor y Gloria (Abjasia)